# 352 (số)
352 (ba trăm năm mươi hai) là một số tự nhiên ngay sau 351 và ngay trước 353.